# Děkanství rosické
Děkanství rosické je územní část brněnské diecéze s centrem v Rosicích. Zahrnuje 18 římskokatolických farností. Děkanství je starobylé a nově bylo vymezeno při reformě členění brněnské diecéze k 1. červenci 1999.
Děkanství bylo zřízeno roku 1789. Funkci děkana vykonával od července 2004 do listopadu 2014 R. D. Mgr. Tomáš Mikula, farář farnosti Troubsko. Od prosince 2014 byl děkanem Mons. František Koutný, jeho nástupce ve funkci faráře ve farnosti Troubsko, toho od 1. srpna 2025 vystřídal R. D. Mgr. Josef Maincl z Rosic.

## Seznam farností
| Farnost                 | Správce                                      | Farní kostel                    |
| ----------------------- | -------------------------------------------- | ------------------------------- |
| Čučice                  | administrátor excurrendo, Oslavany           | sv. Jakuba Staršího             |
| Dolní Kounice           | R. D. Mgr. Karel Obrdlík                     | sv. Petra a Pavla               |
| Domašov                 | R. D. Jiří Hének                             | sv. Vavřince                    |
| Ivančice                | R. D. Mgr. Mariusz Józef Sierpniak           | Nanebevzetí Panny Marie         |
| Neslovice               | administrátor excurrendo, Troubsko           | Narození Panny Marie            |
| Ořechov – sv. Jiří      | R. D. Ing. Jan Kotík                         | sv. Jiří                        |
| Ořechov – Všech svatých | administrátor excurrendo, Ořechov – sv. Jiří | Všech svatých                   |
| Oslavany                | R. D. Jaromír Gargoš                         | sv. Mikuláše                    |
| Ostrovačice             | R. D. Mgr. Jiří Plhoň                        | sv. Jana Křtitele a sv. Václava |
| Pravlov                 | administrátor excurrendo, Dolní Kounice      | Navštívení Panny Marie          |
| Rosice u Brna           | R. D. Mgr. Josef Maincl                      | sv. Martina                     |
| Řeznovice               | administrátor excurrendo, Ivančice           | sv. Petra a Pavla               |
| Střelice u Brna         | R. D. Mgr. Stanislav Drobný, Th.D.           | Nejsvětější Trojice             |
| Troubsko                | Mons. František Koutný                       | Nanebevzetí Panny Marie         |
| Veverské Knínice        | administrátor excurrendo, Ostrovačice        | sv. Mikuláše                    |
| Vysoké Popovice         | P. PaedDr. Marek Slatinský                   | sv. Jana Křtitele               |
| Zbraslav u Brna         | administrátor excurrendo, Rosice u Brna      | sv. Jiljí                       |
| Zbýšov u Brna           | administrátor excurrendo, Oslavany           | sv. Martina z Tours             |